# مجلة طب الأطفال الحرج
مجلة Pediatric Critical Care Medicine والتي تعني طب الأطفال الحرج وهي مجلة طبية مراجعة تهتم بالطب الحرج عند الأطفال وحديثي الولادة ومعالجتهم.
صدر أول عدد من المجلة في عام 2000، وتصدر بمعدل 9 أعداد في السنة. مدير التحرير هو باتريك كوتشانك (Patrick M. Kochanek) من جامعة بيتسبرغ مدرسة الطب.
تصدر المجلة باللغة الإنكليزية، كما تنشر خلاصات مختارة باللغات الصينية والفرنسية والإيطالية واليابانية والبرتغالية والإسبانية.
بحسب تقارير استشهاد المجلات الأكاديمية، فإن عامل تأثير المجلة في عام 2013 كان يبلغ 2.326، وهذا يعني أن تسلسلها 15 من بين 27 مجلة من مجلات الطب الحرج وتسلسها 26 من بين 117 مجلة من مجلات طب الأطفال.

## الملاحظات
1. ↑  تنشر خلاصات مختارة باللغات الصينية والفرنسية والإيطالية واليابانية والبرتغالية والإسبانية